# Frank Bernaerts
Frank Bernaerts (* 28. Februar 1967 in Willebroek, Belgien) ist ein belgischer Komponist, Dirigent und Musiker.
Mit acht Jahren begann er seine Musikstudien an der Städtischen Musik-Akademie von Willebroek in den Fächern Notenlehre, Musikgeschichte, und Klavier. Später folgten Studien für Kornett bei Frans Violet und Klavier bei Christa Steenhuyse-Vandevelde sowie William Peeters. Des Weiteren musizierte er in der Brass-Band Willebroek seit deren Gründung 1979 bis 1986. Dort bildete er sich praktisch fort, und seine neu komponierten Werke wurden durch die Brass-Band Willebroek zuerst aufgeführt.
1981 studierte er privat bei Jan Segers Harmonielehre. 1985 begann er ein Musikstudium am Konservatorium in Mechelen, Belgien. 1986 wechselte er zur Musikpädagogischen Abteilung am 
Lemmens-Institut in Leuven und studierte dort Komposition, Harmonielehre und Musiktheorie bei Lode Dieltiens und Karel De Wolf. Im gleichen Jahr gewann er den internationalen Kompositionswettbewerb Flores Iuventutis in Gent mit dem Blasorchesterwerk Dreaming. Nach Abschluss des Studiums gründete er einen eigenen Musikverlag Bernaerts Music, in dem er zahlreiche Arrangements populärer Werke für Blasorchester veröffentlicht.
Bernaerts komponiert und arrangiert auch unter dem Pseudonym Jan van Kraeydonck.

## Kompositionen
- Dreaming, 1986
- Intro Spectacular, 1991
- This Is Brass!, 1996
- World Fever, 1997